# خداشناسی تطبیقی

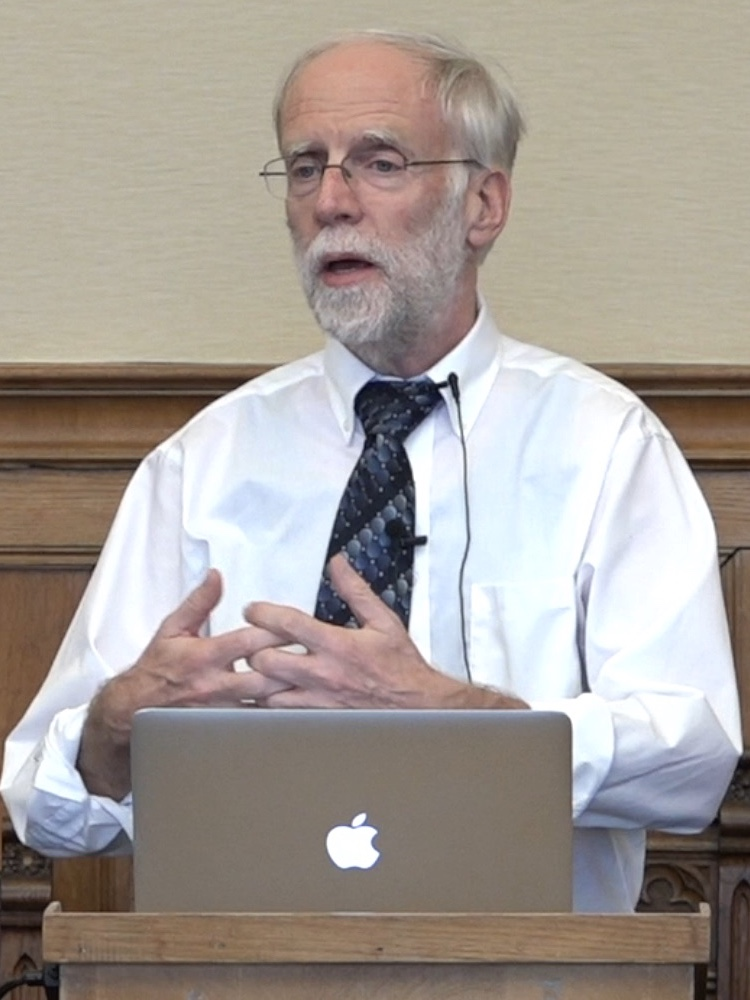
فرانسیس ایکس. کلونی، یکی از برجسته‌ترین سخنرانان خداشناسی تطبیقی

خداشناسی تطبیقی یا خداشناسی مقایسه‌ای یا الهیات تطبیقی (به انگلیسی: Comparative theology)، یک رشته نسبتاً جدید در الهیات است که دو واژه "مقایسه" و "الهیات" را در تنیدن خلاقانه کنار هم نگه می‌دارد. این نشان‌دهنده نوع خاصی از عمل خداشناسی است که متعهد به یادگیری عمیق بین‌مذهبی ("مقایسه") است و در عین حال ریشه در یک سنت مذهبی خاص ("الهیات") دارد. افزودن بر این، در حالی که بسیاری از طرفداران آن از سنت دینی مسیحی می‌آیند، می‌تواند به عنوان نقطه شروع خداشناسی در هر سنت دینی باشد.